# فیلیپ کلارک
فیلیپ کلارک (به انگلیسی: Philip Clarke) (زاده ۸ مارس ۱۹۶۰) کارآفرین و مدیر اجرایی بریتانیایی است، که در حال حاضر به‌عنوان مدیر عامل اجرایی شرکت تسکو فعالیت می‌نماید.